# Woo!ah!
WOOAH (em coreano:  우아; anteriormente estilizado como woo!ah!)  é um girl group sul-coreano lançado pela SSQ Entertainment, e atualmente consiste nos membros Nana, Wooyeon, Sora, Lucy e Minseo. O grupo estreou em 13 de maio de 2020. Originalmente era um grupo de seis membros, Songyee saiu em agosto de 2020 devido a razões pessoais.

## História
Em 20 de março de 2020, o grupo feminino Woo!ah! foi anunciado e foi revelado como sendo produzido pelo diretor da NV Entertainment, Han Ji-seok, e pelo CEO Kim Kyu-sang. Han é um especialista em entretenimento estrangeiro e trabalhou na SM Entertainment e na Kakao M, enquanto Kim é uma diretora de criação e produziu e dirigiu vários artistas representando a Coreia.

### 2020: Debut comExclamation, reorganização como 5 membros eQurious
Em 24 de abril, o cronograma de lançamento do álbum de estreia do grupo, "Exclamation", foi publicado. Posteriormente, teasers de imagens e filmes solo para os membros foram lançados na ordem: Wooyeon, Minseo, Lucy, Songyee, Sora e Nana. O grupo fez sua estreia em 13 de maio através de um showcase para a imprensa, mas os lançamentos do single Exclamation e o videoclipe da faixa-título "woo!ah!" foi adiado para 15 de maio, a fim de mostrar mais completude no grupo por meio de melhorias em ambos os lançamentos.
Em 14 de agosto, a NV Entertainment anunciou que Songyee deixaria o grupo por motivos pessoais.
O grupo fez seu retorno em 24 de novembro com seu segundo álbum single "Qurious". O grupo realizou um showcase para a imprensa e um showcase de retorno para o lançamento um dia antes.

### 2021 – presente:Wish
Em 27 de maio de 2021, o grupo lançará seu terceiro álbum single "Wish".

## Membros
Atuais
- Nana (나나) - Líder
- Wooyeon (우연)
- Sora (소라)
- Lucy (루시)
- Minseo (민서)

Ex-membro
- Songyee (송이)

## Discografia

### Álbuns individuais
| Título      | Detalhes | Melhores posições nas paradas | Vendas       |
| Título      | Detalhes | KOR                           | Vendas       |
| ----------- | --- | ----------------------------- | ------------ |
| Exclamation | - Lançado: 15 de maio de 2020 - Gravadora: NV Entertainment, Kakao M - Formatos: CD, digital download, streaming Track listing 1. woo!ah! (우아!) 2. Payday                                                                      | 20                            | - KOR: 5,522 |
| Qurious     | - Lançado: 24 de novembro de 2020 - Gravadora: NV Entertainment, Kakao M - Formatos: CD, digital download, streaming Track listing 1. Round & Round (빙빙빙) 2. Bad Girl 3. I Don't Miss U                                       | 33                            | - KOR: 4,036 |
| Wish        | - Lançado: 27 de maio de 2021 - Gravadora: NV Entertainment, Kakao Entertainment - Formatos: CD, digital download, streaming Track listing 1. Coward (겁쟁이) 2. Purple 3. Pandora                                               | ASA                           | ASA          |
| JOY         | - Lançado: 9 de junho de 2022 - Gravadora: NV Entertainment, Kakao Entertainment - Formatos: CD, digital download, streaming Track listing 1. Danger (단거) 2. Joyride 3. Go Away 4. Switch Up 5. Straight Up 6. Catch the Stars | ASA                           | ASA          |

### Singles
| Título            | Ano  | Melhores posições nas paradas | Álbum       |
| Título            | Ano  | KOR                           | Álbum       |
| ----------------- | ---- | ----------------------------- | ----------- |
| "woo!ah!" (우아!) | 2020 | —                             | Exclamation |
| "Bad Girl"        | 2020 | —                             | Qurious     |
| "Purple"          | 2021 | ASA                           | Wish        |
| "Danger"          | 2022 | ASA                           | JOY         |

## Prêmios e indicações
| Cerimônia de premiação   | Ano  | Categoria                  | Nomeado(s)/trabalho(s) | Resultado | Ref.   |
| ------------------------ | ---- | -------------------------- | ---------------------- | --------- | ------ |
| Korea First Brand Awards | 2020 | Rookie Female Idol Award   | Woo!ah!                | Indicado  | [ 21 ] |
| Mnet Asian Music Awards  | 2020 | Best New Female Artist     | Woo!ah!                | Indicado  | [ 22 ] |
| Mnet Asian Music Awards  | 2020 | Artist of the Year         | Woo!ah!                | Indicado  | [ 22 ] |
| Mnet Asian Music Awards  | 2020 | Worldwide Icon of the Year | Woo!ah!                | Indicado  | [ 22 ] |

### Listas e artigos
| Editor          | Ano  | Listas/artigos | Colocação | Ref.   |
| --------------- | ---- | -------------- | --------- | ------ |
| Billboard Korea | 2021 | Best Rookie    | Colocada  | [ 23 ] |